# Рябухин, Георгий Евгеньевич
Георгий Евгеньевич Рябухин (27 ноября 1908, Екатеринослав — 26 ноября 1998, Москва) — учёный-геолог, педагог, внёс значительный вклад в разработку фундаментальных и прикладных проблем нефтегазовой геологической науки.

## Биография
Родился 27 ноября 1908 года в городе Екатеринославе.
1922—1924 — Воспитанник детского дома в городе Тамбов.
1925—1926 — Учился в Тамбовском педагогическом техникуме.
1925 — Член Союза пролетарских писателей России.
1930 — Окончил геолого-почвенное отделение физико-математического факультета Ленинградского университета.
1931—1935 — Начальник нефтепоисковых геологических партий Всесоюзного научно-исследовательского геологоразведочного института (ВНИГРИ).
1936—1939 — Главный геолог Усть-Енисейской нефтепоисковой экспедиции Главсевморнефти.
1940 — Защитил кандидатскую диссертацию и получил ученую степень кандидата геолого-минералогических наук (МИИ им. И. М. Губкина).
1941—1942 — Начальник бюро Сибнефти Наркомнефти.
1943—1944 — Начальник Северо-Эмбенской экспедиции Московского филиала ВНИГРИ.
1945—1950 — Руководитель тем и экспедиций Московского филиала ВНИГРИ.
1948 — Защитил докторскую диссертацию. ВАК присвоена ему ученая степень доктора геолого-минералогических наук (кафедра геологии, МИИ им. И. М. Губкина).
1950 — Утвержден в звании профессора по кафедре разведки и разработки нефтяных и газовых месторождений Московского нефтяного института им. И. М. Губкина.
1951—1955 — декан нефтяного факультета, заведующий кафедрой геологии нефти Свердловского горного института им. В. В. Вахрушева.
1956—1958 — Командировка в Китайскую Народную Республика по линии Минвуза СССР. Заведующий кафедрой геологии. Советник по геологии Пекинского геологоразведочного института.
В 1959 году был в командировка в Объединённой Арабской Республике (Египет), работал профессором кафедры геологии Суэцкого нефтяного института.
1960—1981 — Профессор кафедры теоретических основ поисков и разведки нефти и газа МИНХиГП им. И. М. Губкина.
1971 — Присуждена премия им. И. М. Губкина за учебник «Нефтегазоносные провинции и области СССР».
1981—1982 — Профессор-консультант кафедры теоретических основ поисков и разведки нефти и газа МИНХкГП им. И. М. Губкина.
1983—1995 — Ведущий научный сотрудник научно-исследовательской лаборатории «Шельф» кафедры геологии и кибернетики ГАНГ им. И. М. Губкина.
26 ноября 1998 года скончался в Москве, похоронен на Головинском кладбище.

## Награды и премии
- 1978 — медаль «Почётный нефтяник»
- 1983 — медаль «Почётный разведчик недр»